# Ante Trstenjak
Ante Trstenjak, slovenski slikar in grafik, * 29. december 1894, Slamnjak, † 4. december 1970, Maribor. 

## Življenje in delo
V matični knjigi župnije Ljutomer je vpisan kot Anton Trstenjak. Rodil se je očetu Alojzu in materi Jožici (rojena Kosi).
Po šoli za umetno obrt v Gradcu in na Dunaju je študij slikarstva začel v Zagrebu, diplomiral pa leta 1923 v Pragi (prof. V. Hynais, F. Thiele).  Strokovno se je izpopolnjeval v Italiji in Parizu, kjer je tudi samostojno razstavljal. Leta 1928 je prvič obiskal Lužice v Nemčiji in začel ustvarjati dela z lužiškosrbsko folklorno tematiko. V letih 1932 do 1950 je živeč v Pragi, kjer se je 1933 tudi poročil. Med drugo svetovno vojno je delal v ilegali in bil v internaciji. Leta 1950 se je preselil v Maribor, kjer je ostal do smrti.
Slikal je v postimpresionističnem, tonsko uglašenem načinu krajine (Slovenske gorice, Pariz, Dalmacija, Lužice, Praga, Istra), lužiške folklorne motive in tihožitja. Trstenjak sodi med najboljše slovenske akvareliste v času med obema vojnama, še zlasti so doživeti motivi iz Slovenskih goric; iz pariškega obdobja pa velja omeniti sliki Portret BP in Montmartre (obe 1925), od poznejših del pa dve verziji Cvetlic (1938, 1954). Večjo zbirko njegovih slik hrani Umetnostna galerija Maribor.